# Тувшруулэх
Тувшруулэх (монг. Түвшрүүлэх) — сомон аймака Архангай, Монголия.
Центр сомона — Таванбулаг. Он находится в 44 километрах от административного центра аймака — города Цэцэрлэг и в 399 километрах от столицы страны — Улан-Батора.
Есть школа, больницы, туристические базы, объекты сферы обслуживания.

## География
На юге сомона возвышаются ответвления Хангая, в остальных частях простираются сопки и долины рек. Водятся волки, лисы, зайцы, тарбаганы, аргали.
Климат резко континентальный. Средняя температура января -21°C, июля +17°C, ежегодная норма осадков 350 мм.
Имеются запасы железной руды, биотита, строительного сырья.